# Joost van der Westhuizen

a Compétitions nationales et continentales officielles uniquement.

b Matchs officiels uniquement.
Joost Heystek van der Westhuizen, né le 20 février 1971 à Pretoria et mort le 6 février 2017 à Johannesbourg, est un joueur de rugby international sud-africain évoluant au poste de demi de mêlée.
Vainqueur de la Coupe du monde 1995, il est pendant un temps le plus grand marqueur d'essais de l'histoire du rugby sud-africain avec trente-huit réalisations, avant de se voir dépasser par Bryan Habana. Il est considéré comme l'un des meilleurs demis de mêlée sud-africains de tous les temps.

## Carrière
Joost van der Westhuizen joue avec les Blue Bulls en Currie Cup et dans le Super 12 puis avec les Bulls à leur création en 1997. Avec la province, il remporte la Currie Cup en 1998 et 2002. Il connaît sa première sélection avec l'équipe nationale le 6 novembre 1993 contre les Pumas. Il fait partie de l'équipe des Springboks, qui dispute et remporte pour la première fois la coupe du monde en 1995. Outre le titre de champion du monde, il figure dans l'équipe de Nick Mallett qui remporte son premier Tri-nations en restant invaincu en 1998. Ces victoires dans le Tri-nations font partie des 17 matches consécutifs sans défaite des Springboks entre 1997 et 1998, la plus grande série de l'histoire du rugby sud-africain, seulement dépassé par l'Angleterre en 2003.
Il est le plus grand marqueur d'essais de l'histoire du rugby sud-africain avec 38 réalisations avant d'être dépassé par Bryan Habana le 22 septembre 2011 à la suite de la victoire 87 à 0 de l'Afrique du sud face à la Namibie lors de la coupe du monde 2011. Il est également le joueur le plus capé avant d'être dépassé en 2007 par Percy Montgomery à l'issue de la coupe du monde.
Connu pour son jeu physique, il recherche souvent le jeu des avants, et aime jouer autour de la mêlée où ses qualités de vitesse et de puissance lui permettent de marquer de nombreux essais. À la fin de sa carrière, il devient consultant à la télévision. Il est alors considéré comme l'un des plus grands demis de mêlée de l'histoire.
Le 13 mai 2011, le porte-parole de l'ancien capitaine de l'équipe sud-africaine de rugby, annonce que Joost van der Westhuizen, souffre « d'une maladie neuromusculaire grave ». « Le médecin de Joost van der Westhuizen a remarqué qu'il avait des problèmes à son bras droit et a mené une série d'examens ». Le sportif, âgé de quarante ans, « a consulté deux neurologues et a été immédiatement placé sous traitement. Les symptômes sont graves mais varient d'une personne à l'autre ». En juillet 2011, les médecins ont diagnostiqué la maladie de Charcot, une affection neurodégénérative incurable provoquant une paralysie progressive, les difficultés respiratoires et d'élocution aboutissant généralement à la mort dans les 2 à 5 ans après le diagnostic,,. Cette pathologie fait planer l'ombre du dopage car plusieurs joueurs sud-africains des années 1990 (Ruben Kruger, Tinus Linee, André Venter) sont atteints de maladies neurologiques rares et en meurent jeunes,.
Il meurt le 6 février 2017 à 45 ans des suites de sa maladie.

## Controverse
Joost van der Westhuizen a fait l'objet de nombreuses controverses de la part de ses adversaires et des journalistes sportifs. Les principaux reproches qui lui sont faits sont :
- d'être un provocateur multipliant les mauvais gestes de manière dissimulée avant de venir se protéger derrière ses avants ;
- un manque de fair-play dans la victoire comme dans la défaite, avec une tendance à provoquer et se moquer de l'adversaire ;
- certaines déclarations polémiques envers la présence ou l'absence de joueurs de couleur dans l'équipe des Springboks.

Un scandale a éclaté en février 2009 quand une vidéo sexuelle de ses ébats avec une blonde inconnue, Marilize van Emmenis, a fait surface dans la presse ; Joost van der Westhuizen a d'abord nié être l'homme figurant dans la vidéo, avant de finir par le reconnaître le 1er novembre 2009.
Finalement, une autre controverse nait de graves soupçons de la part des observateurs du rugby professionnel qui se sont étonnés de sa prise de masse musculaire spectaculaire lors de son intégration dans l’équipe nationale. Le capitaine Francois Pienaar continue d'avouer des prises de "vitamines" en dépit de ces soupçons et de 4 décès suspects dans l’équipe des Boks.

## Palmarès
- Vainqueur de la Currie Cup en 1998 et en 2002.
- Vainqueur du Tri-nations 1998
- Vainqueur de la Coupe du monde en 1995
- Demi-finaliste (3e) de la Coupe du monde en 1999

## Statistiques en équipe nationale
- 89 sélections entre 1993 et 2003
- 9 fois capitaine (de 1999 à 2003).
- 38 essais (190 points).
- Sélections par saison : 2 en 1993, 5 en 1994, 9 en 1995, 12 en 1996, 10 en 1997, 12 en 1998, 8 en 1999, 10 en 2000, 11 en 2001, 10 en 2003.
- en Coupes du monde
  - 1995 : champion du monde en Afrique du Sud, 5 sélections (Australie, Canada, Samoa, France, Nouvelle-Zélande).
  - 1999 : 6 sélections (Écosse, Espagne, Uruguay, Angleterre, Australie, Nouvelle-Zélande).
  - 2003 : 4 sélections (Uruguay, Angleterre, Samoa, Nouvelle-Zélande).

### Autres sélections
- International Junior.
- International Springboks A (en 2002)
- International de rugby à 7 :
  - participation à la coupe du monde 1993.
  - vice-champion du monde (& capitaine) en 1997 en Argentine.